# Progromo antichecheno en Kazajistán de 1951
El pogromo antichecheno en Kazajistán tuvo lugar en la primavera y el verano de 1951, en el este de la RSS de Kazajistán (parte de la Unión Soviética en ese momento), debido a las tensiones étnicas entre principalmente rusos étnicos y chechenos deportados.

## Contexto
Un rumor de libelo de sangre, según el cual los chechenos supuestamente utilizan "sangre cristiana en sus rituales", también puede haber contribuido a la escalada de los acontecimientos.

## Pogromo
Los pogromos ocurrieron en 3 ciudades: Leninogorsk, Ust-Kamenogorsk y Zyryanovsk.
Los principales disturbios tuvieron lugar el 10 de abril de 1951 en el barrio de Leninogorsk, en la ciudad chechena. Los disturbios, dirigidos por grupos de criminales amnistiados contra los civiles chechenos, provocaron la muerte de 40 a 41 personas, principalmente de origen norcaucásico. Las autoridades soviéticas hicieron arrestos tardíos de los iniciadores y 50 personas de entre los criminales fueron perseguidas por los tribunales, aunque no se identificó a ningún líder de los disturbios.